# Trugly Sándor
Trugly Sándor (szlovákul: Alexander Trugly; Komárom, 1952. december 19. – 2021. november 7.) magyar régész, az avar kor kutatója, a Komárom-hajógyári avar kori temető feltárója.

## Életpályája

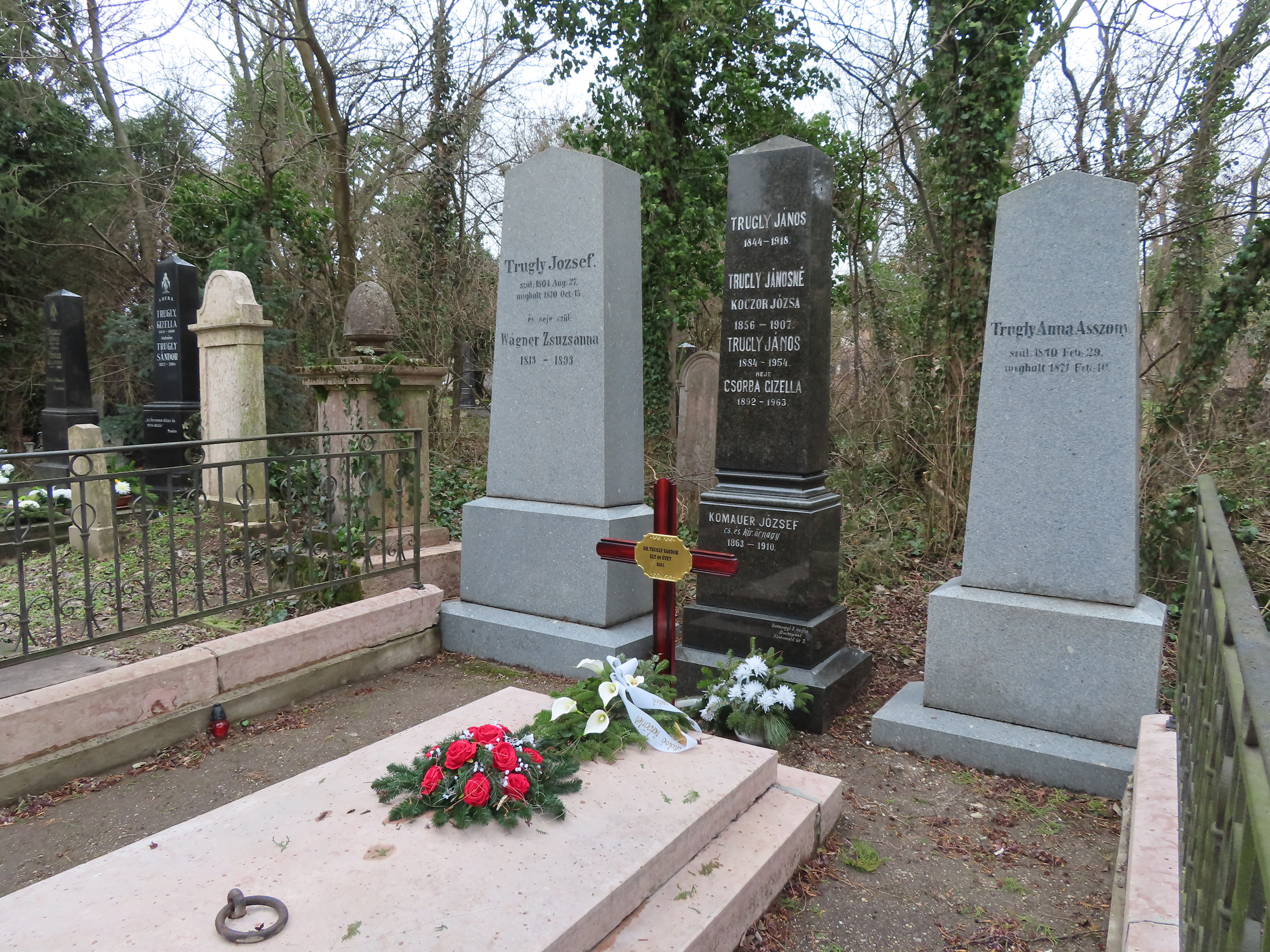
Trugly Sándor sírja

1971-ben érettségizett Komáromban. Az ELTE-n szerzett magyar-régész szakos oklevelet 1976-ban. Ugyanezen évben lépett be a révkomáromi múzeumba, mint régész. 1983-tól ugyanitt honismereti kört vezetett. 1986-ban kisdoktori fokozatot szerzett. 1990-ben indult a múzeumigazgatói választáson, de mást támogattak.
2005 után rövid ideig Esztergomban a Balassa Bálint Múzeum munkatársa, majd a tatai Kuny Domokos Múzeumban és a komáromi Klapka György Múzeumban is dolgozott. Ásatásokat és terepbejárásokat végzett Komáromban és környékén (IX-X hajógyár avar temető és telep 1979, 1983 és 1987-1989; Keszegfalva 1986; Muzsla 1992 stb.)
A komáromi református temetőben nyugszik.
Felesége, Gergely Katalin angol szakos tanárnő volt a Selye János Gimnáziumban, majd átköltöztek Dél-Komáromba. Komjáthy István író, tanító a nagybátyja volt.

## Művei
- 1975 Iskola és kétnyelvűség. Szocialista Nevelés 21/2 (1975. október 1.)
- 1977 Záchranný výskum pohrebiska z doby avarskej ríše v Komárne. AVANS 1976, 293-294.
- 1978 Régészeti leletmentések a Komáromi járásban. Kiállításvezető (tsz. Priska Ratimorská)
- 1979 Hetény őskora. In: 30 rokov JRD v Chotíne. Komárno
- 1979 Móra Ferenc, a régész. Irodalmi Szemle
- 1980 Sídlisko z 11.-13. storočia v Komárne-Hadovciach. AVANS 1978, 274-276.
- 1980 Druhá sezóna revízneho výskumu rímskeho kastela v Iži–akcia Dunaj. AVANS 1979, 121–132. (tsz. Kuzmová, K. – Kolník, T. – Rajtár, J.)
- 1980 Kostrový hrob z doby avarskej ríše v Robotníckej štvrti v Komárne. AVANS 1979, 239.
- 1980 Záchranný výskum pohrebiska z doby avarskej ríše pri lodeniciach v Komárne. AVANS 1979, 240-241.
- 1980 A nagyszentmiklósi kincs. Irodalmi Szemle
- 1981 A honfoglaláskori női viselet. Hét XXVI/22, 24.
- 1981 Pokračovanie výskumu pohrebiska z obdobia avarského kaganátu pri lodeniciach v Komárne. AVANS 1980, 317-320.
- 1981 Pohrebisko z obdobia avarského kaganátu v Hurbanove. AVANS 1980, 316-317.
- 1981 Kostrové pohrebisko z obdobia avarskej ríše v Komárne. Štud. Zvesti 19, 159-161.
- 1981 Záchranný výskum z doby avarskej ríše v Komárne-Lodeniciach. Arch. Roz. 33/1, 49-54.
- 1981 Praveké nálezy z Bodze. AVANS 1980, 320-321.
- 1982 Tretia sezóna výskumu pohrebiska z obdobia avarskej ríše pri lodeniciach v Komárne. AVANS 1981, 295-297.
- 1982 Késő avar kori temető Észak-Komáromban. Élet és Tudomány 31, 983-985.
- 1982 Pohrebisko z doby Avarskej ríše v Komárne-Robotníckej štvrti. Spravodaj Oblastného podunajského múzea v Komárne 2, 5-49.
- 1983 Štvrtá sezóna záchranného výskumu pri lodeniciach v Komárne. AVANS 1982, 252-253.
- 1984 Piata sezóna výskumu pohrebiska z obdobia avarskej ríše pri lodeniciach v Komárne. AVANS 1983, 215-216.
- 1984 Staromaďarské jazdecké hroby v Dolnom Petre a Kameničnej-Balvanoch. AVANS 1983, 216-218.
- 1985 A komáromi avar kori temetők kutatástörténete, in: Új Mindenes Gyűjtemény 4, 37-61.
- 1985 Výskum pohrebiska z 10.-11. storočia v Kameničnej-Balvanoch. AVANS 1984, 241-242.
- 1986 Avarkori kutatások Rév-Komáromban. Honismeret 14/1, 16-19.
- 1986 Pokračovanie výskumu pohrebiska v Kameničnej-Balvanoch. AVANS 1985, 230-231.
- 1987 Koraavar kori kengyelpár a múzeum gyűjteményében. Spravodaj Oblastného podunajského múzea v Komárne 6, 57-59.
- 1987 Prieskum v okrese Komárno. AVANS 1986, 105-106.
- 1987 Gräberfeld aus der Zeit des awarischen Reiches bei der Schiffswerft in Komárno. Slov. Arch. XXXV-2, 251-344.
- 1988 Pokračovanie výskumu pri lodeniciach v Komárne. AVANS 1987, 136.
- 1988 Régészeti leletmentések a Csallóközben A Hét 1988/21, 8 (1988. május 20).
- 1989 Avar kori temető Révkomáromban. Honismeret 17/4, 72-73.
- 1989 Kiss Gábor – Somogyi Péter: Tolna megyei avar temetők. In: Tóth Károly (szerk.): Új Mindenes Gyűjtemény 8, 223-225. (recenzió)
- 1990 Bericht von der Grabung des Gräberfeldes aus der Zeit des awarischen Kaganats in Komárno-Schiffswerft in der Jahren 1987-1989. In: Die Ergebnisse der archäologischen Ausgrabungen beim Aufbau des Kraftwerksystems Gabčíkovo-Nagymaros. Nitra, 69-72.
- 1990 Pohrebisko z 11.-12. storočia v Búči. AVANS 1988, 164.
- 1990 Záchranný výskum v lodeniciach v Komárne. AVANS 1988, 164-165.
- 1990 Avar leletek Komáromban/ Avarské nálezy v Komárne
- 1991 Záchranný výskum pohrebiska pri lodeniciach v Komárne. AVANS 1989, 101-102.
- 1991 A Komárom-hajógyári avar temető feltárása – 1979-1989. MFMÉ 1984/85-2, 257-264.
- 1992 Avar évszázadok Komáromban. Hét 1992 I.3, 13.
- 1992 Késő avar temető a Csallóközben. Élet és Tudomány 1992/23, 722-724.
- 1992 Ďalšie sídliskové nálezy z Bodze. AVANS 1991, 119.
- 1993 Gräberfeld aus der Zeit des Awarischen Reiches bei der Schiffswerft in Komárno II – (1987-1989). Slov. Arch. XLI-2, 191-307.
- 1993 Nálezisko z 8. storočia v Mužle-Jurskom Chlme. AVANS 1992, 126.
- 1994 Griffek és oroszlánok népe. A Komárom-hajógyári avar temető; Pozsony, 1994. ISBN 80 7149 069 5
- 1995 Ďalšie pozoruhodné nálezy v zbierkach Podunajského múzea. AVANS 1993, 128-129.
- 1996 A komáromi avar telep. Comm. Arch. Hung. 1996, 125-150.
- 1996 Sídlisko z 8-9. storočia v Komárne-Veľkom Harčáši. AVANS 1994, 143-144.
- 1996 Nové nálezy v zbierke Podunajského múzea. AVANS 1994, 173-174.
- 1996 Ipolykiskeszi X-XI. századi temetője. Honismeret 24.
- 1998 Komárom – A hajógyári avar temető és település. Bratislava, 1998
- 2003 Sasos bronzveret Komáromszentpéterről. Eleink II/1, 58-61.
- 2003 Török rézedény Dunamocsról (Moča, Szlovákia). Archaeologiai Értesítő 128, 253-256.
- 2004 Meč s jazykovitou rukoväťou z Komárna. AVANS 2003, 141. (tsz. Nevizánszky Gábor)
- 2005 Egy Komáromban előkerült csontsíp. Eleink IV/1, 12-39 (tsz. Csajághy György)
- 2006 A Komárom-hajógyári avar temető népességének keleti kapcsolatai. Eleink 5, 84-92.
- 2006 Dva bronzové meče z riečnych tokov. Zborník SNM C - Archeológia 16 (tsz. Juraj Bartík)
- 2008 A Komárom-hajógyári avar temető és telep; Martin Opitz, Bp., 2008 (Opitz archaeologica)
- 2008 Komárom-Hajógyár avar nemesi temetője, in: Jöttek – mentek. Győr
- 2008 Záchrana archeologických nálezov v Hurbanove. AVANS 2006, 167-168.
- 2008 Jöttek-mentek - Langobardok és avarok a Kisalföldön, régészeti kiállítás, Győr 2008. Arrabona 47/1, 247-255
- 2009 Komárom, Lombos utca 10, in: Régészeti kutatások Magyarországon 2008, 216 No. 210.
- 2012 Avarské nálezy zo 7. storočia z Komárna z Bercsényiho (dnes Gombaiho) ulice. Zborník SNM CVI – Archeológia 22, 193-204. (tsz. Prohászka Péter)
- 2019 Komárom mint késő avar hatalmi központ – Vajon hol lehettek a griffes-indások egykori keleti szállásterületei? In: Balogh Csilla – Szentpéteri József – Wicker Erika: Hatalmi központok az Avar Kaganátusban. Kecskemét